# Сальваторе Квазімодо
Сальвато́ре Квазíмодо (італ. Salvatore Quasimodo; 20 серпня 1901 — 14 червня 1968) — італійський письменник, поет, перекладач. Лауреат Нобелівської премії з літератури 1959 року «за ліричну поезію, яка з класичною жвавістю висловлює трагічний досвід нашого часу».
Поезія Квазімодо, спираючись на традицію символізму, розвиває теми рідної йому Сицилії, її міфології та традицій. Разом з Еудженіо Монтале та Джузеппе Унґаретті — один з найвизначніших ліриків Італії XX століття, один з основоположників італійського герметизму.

## Біографія і творчість
Італійський поет Сальваторе Квазімодо народився в Модіка, маленькому містечку біля Сіракуз (Сицилія). Його батько, Гаетано Квазімодо, був начальником залізничної станції, тому сім'я часто переїжджала з одного сицилійського містечка в друге. У 1916 році Сальваторе і його старший брат поступили в технічне училище у Мессіні, де в цей час жила родина. Хоча Сальваторе хотів вчитися в гімназії, його батьки вирішили дати дітям технічна освіта, оскільки вважали, що це практичніше. У цей час хлопець захоплюється поезією, починає читати класичну та сучасну літературу Росії і Франції, а також публікує свої перші вірші, разом з друзями випускає газету, що проіснувала дуже недовго.
У 1919 році Квазімодо залишає Мессіну і поступає до Римського політехнічного інституту, проте через грошові труднощі кидає навчання, отримавши диплом топографа. У 1920 році він одружується з Біче Донетті і починає серйозно займатися літературою, в чому його підтримує монсеньйор Рамполлі, сицилійський священик у Римі. Майбутній письменник вивчає грецьку та латину й через непевність у своїх літературних здібностях, займається роботою, що вимагає технічних знань. 31 березня 1922 року був посвячений в масони в ложі «Арнальдо да Брешія» в Лікаті.
З 1926 році Квазімодо працює в міністерстві цивільного будівництва, багато подорожує країною. Він з відкритою ворожістю ставиться до фашистів, тому не може займатися журналістикою, зате починає всерйоз писати вірші. У 1929 році швагр Квазімодо, Еліо Вітторіні, що став згодом відомим романістом, критиком і перекладачем, ввів його в літературні кола Флоренції, де Квазімодо зустрівся з поетами Еудженіо Монтале та Джузеппе Унгаретті, а також з Алессандро Бонсанті, редактором журналу «Солярій» (італ. «Solaria»), де були опубліковані кілька віршів поета-початківця.
У 1930 році Бонсанті фінансував видання першої збірки віршів Квазімодо «Вода і земля» (італ. «Acque e terre»), де чимало віршів присвячено Сицилії, і насамперед — маленький шедевр «Вітер над Тіндарі» (італ. «Vento a Tindari»). Уже в першій збірці Квазімодо відчувається вплив герметизму, поетичного напрямку, типовими рисами якого, на думку американського критика Томаса Г. Бергіна, були «зашифрована образність, культ слова і строгий, часом загадковий інтелектуалізм». До поезії Квазімодо застосовується поняття «магія слова», віра в те, що слова автономні, що вони несуть не лише чисто описову функцію.
Протягом наступних декількох років Квазімодо випустив ряд поетичних збірок: «Потонулий гобой» (італ. «Oboe sommerso», 1932), «Аромат евкаліпта та інші вірші» (італ. «Odore di eucalyptus e altri versi», 1933), «Ерато і Аполліон» (італ. «Erato e Apollion», 1936), і «Вірші» (італ. «Poesie», 1938). Реалізм «Води і землі» змінюється в цих збірках герметизмом. У 1932 році, через рік після Монтале, Квазімодо удостоюється Флорентійської премії «антик Фатторе», а в 1934 році переїжджає до Мілану, де зближується з гуртком південноіталійських інтелектуалів, які називають себе «юними емігрантами». У цей час Квазімодо запізнається з Амелією Спечіалетті, і в 1935 році у них народжується донька Оріетта.
У 1938 році Квазімодо подає прохання про відставку з міністерства цивільного будівництва і стає асистентом Чезаре Дзаваттіні, редактора кількох періодичних видань, що належать видавництву Мондадорі, а наступного року — редактором тижневика «Темпо» (італ. «Il tempo»). У тому ж році у танцівниці Марії Кумані від зв'язку з Квазімодо народжується син Алессандро. У цей час поет займається перекладами: його книга «Лірики Греції» (італ. «Lirici greci»), переклад давньогрецької поезії сучасною італійською мовою, вийшла в 1940 році. У 1941 році Квазімодо стає професором італійської літератури Міланської консерваторії імені Джузеппе Верді, а в 1942 році випускає збірку вибраних і перероблених віршів «І настав вечір» (італ. «Ed e subito sera»).
Жахи другої світової війни, нещастя, що звалилися на землю і народ Італії, глибоко вразили Квазімодо і призвели до зміни його поетичного стилю, повернули його поезію до соціальних проблем. У ці роки поет бере участь у русі Опору і навіть нетривалий час перебуває у в'язниці Бергамо за антифашистську діяльність. Тоді само відбувається еволюція Квазімодо від герметизму до активної творчої позиції, «перехід від поезії внутрішнього світу до поезії причетності», як писав критик С. Маккормік.
У 1945 році Квазімодо вступив до італійської компартії, проте незабаром вийшов з її лав, коли від нього зажадали складати політичні вірші. У післявоєнні роки поет пише есе, вірші, багато перекладає, випускає програмну для своєї творчої еволюції збірку віршів «День за днем» (італ. «Giorno dopo giorno», 1947).
Після смерті першої дружини у 1948 році Квазімодо одружується з Марією Кумані; в цей час він починає писати театральні статті, спочатку для «Омнібус», а потім для «Темпо». 1956 року виходить збірка віршів Квазімодо «Фальшива і справжня зелень» (італ. «Il falso e vero verde»), якому передує програмне есе «Міркування про поезію» (італ. «Discorso sulla poesia»), де стверджується, що у своїх віршах поет зобов'язаний виражати свої ідеологічні погляди. Наприкінці 1958 році Квазімодо відвідав СРСР, де через хворобу затримався до травня наступного року.
Незважаючи на безумовний авторитет Квазімодо в літературних колах, він не вважався найзначнішим італійським поетом, тому повідомлення щодо присудження йому Нобелівської премії з літератури за 1959 рік було великою несподіванкою. Квазімодо був удостоєний премії за «ліричну поезію, яка із класичною жвавістю висловлює трагічний досвід нашого часу». У своїй промові на церемонії нагородження Квазімодо сказав, що «поезія народжується на самоті і… з цієї самотності поширюється у всіх напрямках… Поезія, навіть лірична, — це завжди „мова“. Слухачем може бути хто завгодно: сам поет, його дух, випадковий перехожий або тисячі людей».
У 1960 році Квазімодо розлучився зі своєю другою дружиною. У 1960-х роах він публікує збірку статей «Поет і політик та інші есе» (італ. «Il poeta e il politico e altri saggi», 1960) та останню збірку віршів «Давати і мати» (італ. «Dare e avere», 1966). Квазімодо помер раптово, від крововиливу у мозок, 1968 року, під час поетичного фестивалю в Амальфі, де він був головою журі.

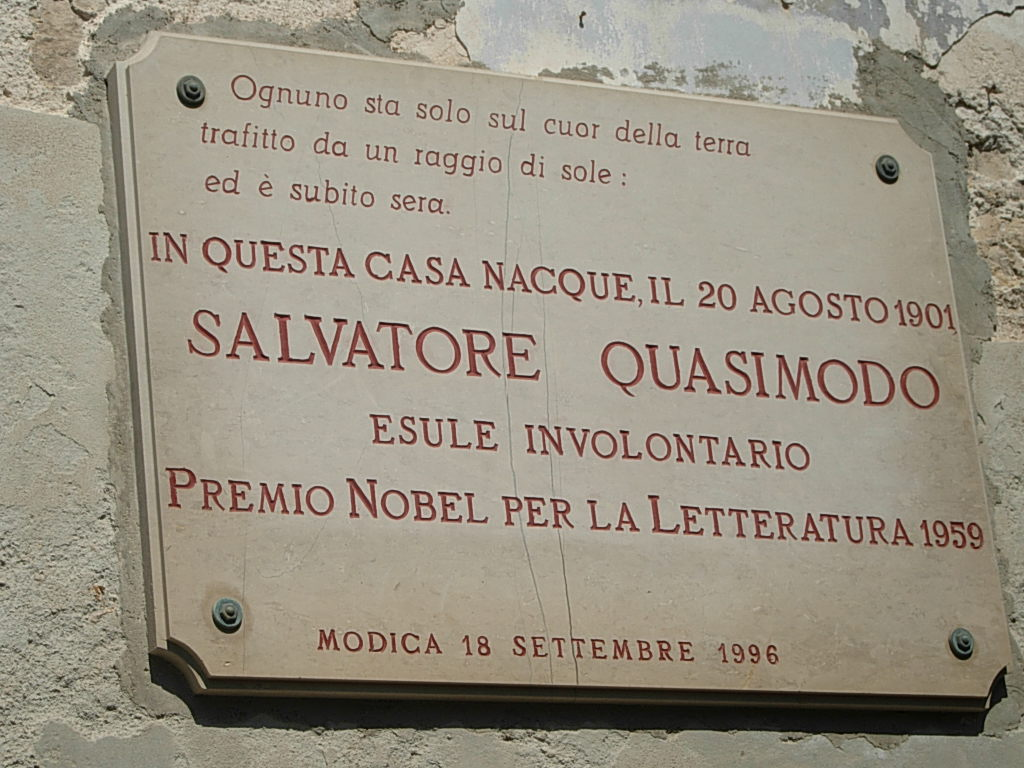
Пам'ятна дошка на будинку, де народився Сальваторе Квазімодо

Хоча багато сучасних критиків вважають Квазімодо великим представником герметизму, порівняння з Монтале і Унгаретті він не витримує. У 1959 році американський дослідник Глауко Кембон зазначив, що «Квазімодо, безперечно, належить важливе місце [серед] сучасних італійських поетів, хоча останні його книги нерідко розчаровують». У статті, опублікованій в «Books Abroad» роком пізніше, критик Франсіс Голффінг називає Квазімодо «досить простим поетом в порівнянні з такими майстрами, як Монтале, Еліот чи Єйтс». У той же час англійський літературознавець Баура в 1960 році писав, що Квазімодо, «як жоден інший сучасний поет, говорить від імені всієї Європи». Квазімодо також широко відомий своїми критичними статтями і лібрето, а особливо — перекладами Шекспіра і античних авторів, а серед них Гомера, Есхіла, Софокла, Вергілія і Катулла, а також сучасних європейських та американських поетів, наприклад Пабло Неруди.
Крім Нобелівської премії, Квазімодо у 1953 році разом з Діланом Томасом отримав поетичну премію «Етна — Таорміна», а також премію Віареджо (1958) і почесний ступінь Оксфордського університету (1967).

## Твори
- Acque e terre (1930)
- Oboe sommerso (1932)
- Erato e Apòllìon (1938)
- Poesie (1938)
- Ed è subito sera (1942)
- Con il piede straniero sopra il cuore (1946)
- Giorno dopo giorno (1947)
- La vita non è sogno (1949)
- Il falso e vero verde (1954)
- La terra impareggiabile (1958)
- Il poeta e il politico e altri saggi (1960)
- Dare e avere (1966)

## Приклад поезії
На гіллі плакучих верб
Чи ми могли співать, коли нога чужинця
Була над нашим серцем, -
Поміж мерців. Забутих серед площ
На вкритій кригою, твердій траві,
Під жалісливі лементи дітей,
Під чорні стогони
Тих матерів, що вийшли зустрічать
Своїх синів, розп'ятих на стовпах?
Ми на гілля плакучих верб
Повісили і ліри наші,
І журний вітер їх розгойдував поволі.
Переклав з італійської Микола Бажан

## Українські переклади
Поезії Квазімодо українською перекладали Микола Бажан, Володимир Біляїв.